# عبد الرحمن بن علي الحلواني
أبو محمد عبد الرحمن بن أبي الفتح علي الحُلواني البغدادي (1097 - 16 يوليو 1151) فقيه أصولي ومفسّر عراقي في العصر العباسي الثالث. ولد في بغداد. روي عن الحسين الخلال وطبقته، وبرع في الفقه وأصوله، وناظر وحدّث وأفتى وصنِّف فيها. يعد من فقهاء الحنابلة في القرن القرن الثاني عشر الميلادي/ السادس الهجري وله معرفة بالأدب. كان يتجر في «الخل» وينتفع به، ولا يقبل من أحد شيئاً. توفي في‌ بغداد ودفن بداره بالمأمونية. من تصانيفه تفسير القرآن في واحد وأربعين جزءاً والتبصرة في الفقه والهداية في أصول الفقه. 

## سيرته
هو عبد الرحمن بن محمد بن علي بن محمد الحلواني البغدادي، أبو محمد بن أبي الفتح. ولد سنة 490 هـ/ 1097 م في بغداد. تفقه على أبيه، وأبي الخطاب. روي عن الحسين الخلال وطبقته، وبرع في الفقه وأصوله، وناظر وحدّث وأفتى وصنِّف. كان يتجر في «الخل» وينتفع به، ولا يقبل من أحد شيئاً. قال المنذري :«نسبته إلى بيع الحلواء أو عملها.» وقال ابن رجب :«المعروف أنه بضم الحاء وما أظنه منسوباً إلّا إلى حُلوان البلد المعروف بالعراق.» وقال ابن شافع : «كان فقيها في المذهب، يفتي وينتفع به جماعة أهل محلته.» وقال ابن النجار : «كان موصوفا بالخير والصلاح والفضل.» وقال ابن الجوزي : «كان يتجر في الخل، وينتفع به، ولا يقبل من أحد شيئا.»

روى عن : أبيه، وعلي بن أيوب البزار، والمبارك بن عبد الجبار، والحسين الخلال، وأبي نصر بن ودعان، وغيرهم. سمع منه : يحيى بن طاهر بن النجار الواعظ، وغيره.

توفي 30 ربيع الأول 546 هـ/ 16 يوليو 1151 م. وصلى عليه من الغد الشيخ عبد القادر بالمصلى القديم بالجلبة. ودفن بداره بالمأمونية.

## مؤلفاته
- تفسير القرآن، في واحد وأربعين جزءاً.
- التبصرة في الفقه
- الهداية في أصول الفقه

## وصلات خارجية
- الاختيارات الفقهية لأبي محمد عبدالرحمن الحلواني الحنبلي التي خالف فيها المشهور من المذهب: دراسة فقهية مقارنة.